# Halkbank Ankara (piłka siatkowa kobiet)
Halkbank Ankara – żeński klub piłki siatkowej z Turcji. Został założony w 1985 roku z siedzibą w Ankarze. Występuje w Voleybolun 1.Ligi.

## Kadra

### Sezon 2018/2019
| Nr | Imię i nazwisko                    | Data ur.   | Wzrost | Pozycja      |
| -- | ---------------------------------- | ---------- | ------ | ------------ |
| 1  | Leanny Castañeda Simón             | 18.10.1986 | 188    | atakująca    |
| 2  | Ceyda Durukan (do 01.2019)         | 08.04.1994 | 186    | środkowa     |
| 3  | Aslı Koçoğlu (od 01.2019)          | 02.10.2000 | 185    | rozgrywająca |
| 4  | Aysun Aygör (od 01.2019)           | 29.01.2001 | 183    | przyjmująca  |
| 5  | Simge Yalçın                       | 28.04.1995 | 180    | rozgrywająca |
| 6  | Derya Çayırgan                     | 09.10.1987 | 168    | libero       |
| 7  | Ada Germen                         | 24.06.1997 | 183    | przyjmująca  |
| 8  | Eylül Akarçeşme                    | 01.10.1999 | 169    | libero       |
| 10 | Fulden Ural (do 01.2019)           | 03.01.1991 | 186    | przyjmująca  |
| 11 | Aslıhan Kılıç                      | 21.04.1998 | 178    | rozgrywająca |
| 12 | Hande Naz Şimşek (do 01.2019)      | 04.07.1995 | 186    | środkowa     |
| 13 | Rosanna Giel                       | 10.06.1992 | 187    | środkowa     |
| 14 | Nia Kia Reed (od 01.2019)          | 27.06.1996 | 188    | przyjmująca  |
| 15 | Nazlıcan Özkan (od 01.2019)        | 27.03.2002 | 165    | libero       |
| 16 | Ezgi Karabulut (od 01.2019)        | 08.08.2003 | 176    | libero       |
| 17 | Tutku Burcu Yüzgenç (do 01.2019)   | 15.01.1999 | 188    | przyjmująca  |
| 18 | Straszimira Simeonowa (od 01.2019) | 18.08.1985 | 195    | środkowa     |
| 19 | Duygu Nur Doğan (do 01.2019)       | 08.09.1998 | 183    | środkowa     |
| 20 | Sara Sakradžija (do 01.2019)       | 25.03.1994 | 186    | przyjmująca  |

### Sezon 2017/2018
| Nr | Imię i nazwisko            | Data ur.   | Wzrost | Pozycja      |
| -- | -------------------------- | ---------- | ------ | ------------ |
| 1  | Wilma Salas                | 09.03.1991 | 188    | przyjmująca  |
| 2  | Ceyda Durukan              | 08.04.1994 | 186    | środkowa     |
| 5  | Simge Yalçın               | 28.04.1995 | 180    | rozgrywająca |
| 6  | Derya Çayırgan             | 09.10.1987 | 168    | libero       |
| 7  | Mariana Aydın (od 01.2018) | 19.08.1986 | 188    | przyjmująca  |
| 8  | Eylül Akarçeşme            | 01.10.1999 | 169    | libero       |
| 9  | Ezgi Dokuzlar              | 11.11.1999 | 189    | przyjmująca  |
| 10 | Fulden Ural                | 03.01.1991 | 186    | przyjmująca  |
| 11 | Aslıhan Kılıç              | 21.04.1998 | 178    | rozgrywająca |
| 12 | Hande Naz Şimşek           | 04.07.1995 | 186    | środkowa     |
| 14 | Rachel Sánchez             | 09.01.1989 | 188    | środkowa     |
| 15 | Neşve Büyükbayram          | 01.01.1990 | 188    | środkowa     |
| 16 | Daimí Ramírez Echevarría   | 08.10.1983 | 176    | atakująca    |
| 17 | Tutku Burcu Yüzgenç        | 15.01.1999 | 188    | przyjmująca  |
| 18 | Gülece Güder               | 21.01.1992 | 180    | rozgrywająca |
| 19 | Ezgi Kara                  | 27.12.2000 | 185    | środkowa     |

### Sezon 2016/2017
| Nr | Imię i nazwisko         | Data ur.   | Wzrost | Pozycja      |
| -- | ----------------------- | ---------- | ------ | ------------ |
| 1  | Wilma Salas             | 09.03.1991 | 188    | przyjmująca  |
| 2  | Ceyda Durukan           | 08.04.1994 | 186    | środkowa     |
| 3  | Seda Eryüz              | 30.10.1983 | 180    | rozgrywająca |
| 6  | Derya Çayırgan          | 09.10.1987 | 168    | libero       |
| 8  | Eylül Akarçeşme         | 01.10.1999 | 169    | libero       |
| 10 | Ana Starčević           | 24.03.1986 | 180    | przyjmująca  |
| 11 | Aslıhan Kılıç           | 21.04.1998 | 178    | rozgrywająca |
| 12 | Hande Naz Şimşek        | 04.07.1995 | 186    | środkowa     |
| 13 | Yeliz Başa (od 01.2017) | 13.08.1987 | 188    | atakująca    |
| 15 | Julija Grigoriewa       | 16.11.1986 | 190    | środkowa     |
| 16 | Duygu Nur Doğan         | 08.09.1998 | 183    | środkowa     |
| 17 | Tutku Burcu Yüzgenç     | 15.01.1999 | 188    | przyjmująca  |
| 18 | Fulden Ural             | 03.01.1991 | 186    | przyjmująca  |

### Sezon 2015/2016
| Nr | Imię i nazwisko           | Data ur.   | Wzrost | Pozycja      |
| -- | ------------------------- | ---------- | ------ | ------------ |
| 1  | Carly Wopat               | 13.10.1992 | 188    | środkowa     |
| 2  | Tuğçe Hocaoğlu            | 01.07.1988 | 182    | rozgrywająca |
| 3  | Logan Tom (do 12.2015)    | 25.05.1981 | 188    | przyjmująca  |
| 5  | Elif Onur                 | 20.12.1989 | 185    | przyjmująca  |
| 6  | Simge Aköz                | 23.04.1991 | 168    | libero       |
| 7  | Fatma Yıldırım            | 03.01.1990 | 180    | przyjmująca  |
| 9  | Songül Gürsoytrak         | 08.05.1981 | 173    | libero       |
| 10 | Seda Türkkan              | 12.06.1984 | 178    | rozgrywająca |
| 11 | Tutku Burcu Yüzgenç       | 15.01.1999 | 188    | przyjmująca  |
| 12 | Hande Naz Şimşek          | 04.07.1995 | 186    | środkowa     |
| 13 | Ceyda Aktaş               | 18.08.1994 | 189    | atakująca    |
| 14 | Ceyda Durukan             | 08.04.1994 | 186    | środkowa     |
| 15 | Neşve Büyükbayram         | 01.01.1990 | 188    | środkowa     |
| 16 | Lucie Smutná (od 02.2016) | 14.04.1991 | 180    | rozgrywająca |
| 17 | Gyselle Silva             | 29.10.1991 | 192    | atakująca    |
| 20 | Meili Song (od 02.2016)   | 23.02.1995 | 186    | przyjmująca  |